# Liergau
Der Liergau (auch Liergewe oder Leraga, Gau Lera, Leragau) war eine sächsische Gaugrafschaft und ein Teil der sächsischen Provinz Ostfalen.

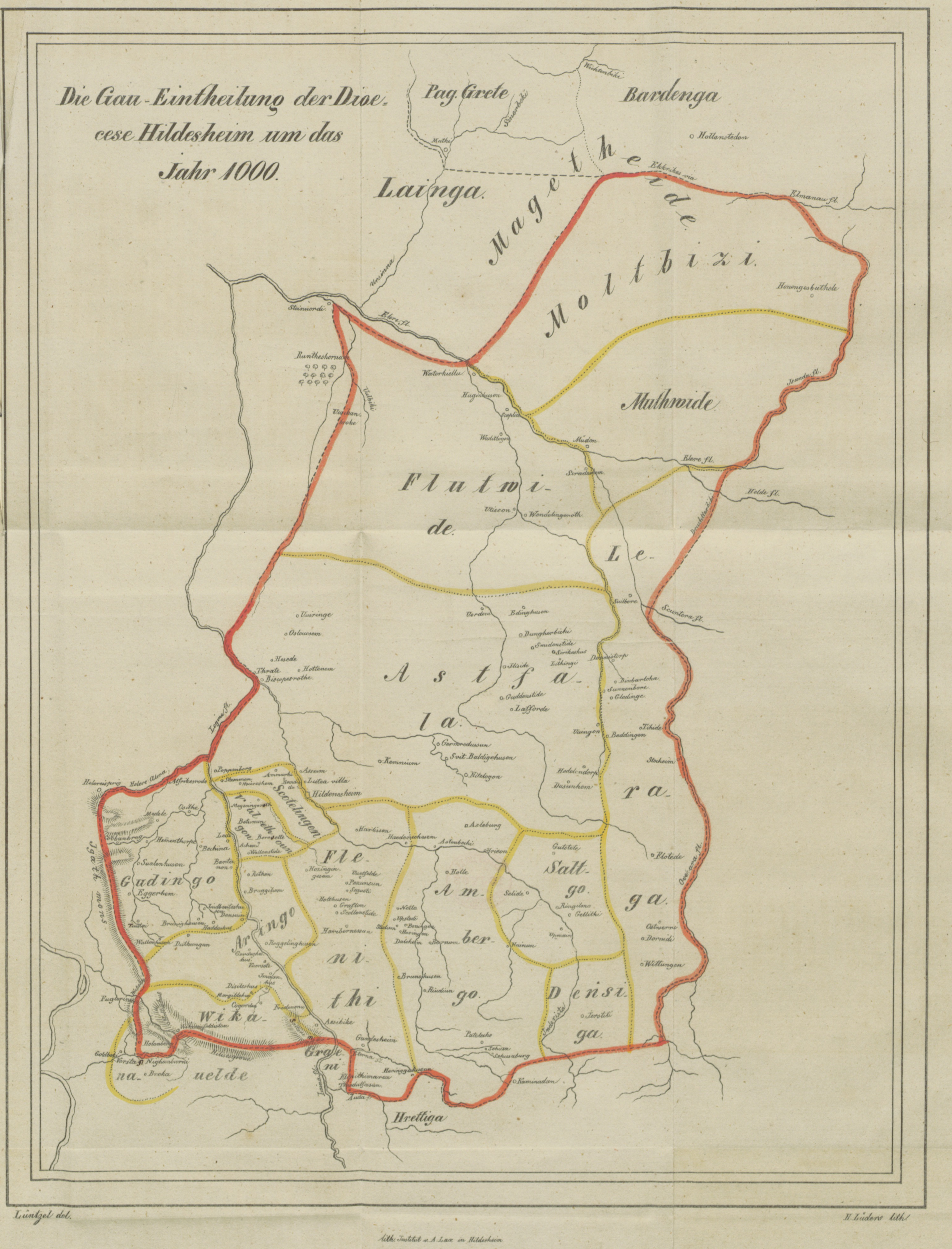
Der Liergau (Leraga) auf einer Karte der Gaueinteilung des Bistums Hildesheim um das Jahr 1000.

## Geographische Lage
Der Liergau lag westlich der heutigen Stadt Braunschweig und gehörte zum Bistum Hildesheim. Er grenzte im Osten dem Verlauf der Oker nach an den Derlingau, der bereits zum Bistum Halberstadt gehörte, im Norden an Flutwidde und im Süden an Saltgau. Die westliche Begrenzung nach Astfala war die Fuhse. In Teilen der älteren Literatur wird er oft mit dem Lerigau verwechselt.

## Geschichte
Der Liergau ging als Gaugrafschaft oder Markgrafschaft aus der sächsischen Gaugrafschaft Astfala hervor und war somit ein Teil der sächsischen Provinz Ostfalen.
Namentliche Nennung findet der Liergau bei der Errichtung des Bistums Hildesheim und im Rahmen einer Schenkung des sächsischen Fürsten Odiltag und seiner Gattin Wifelsvint an das Kloster Fulda im Jahre 780. Dort werden zwanzig Güter in vierzehn Orten erwähnt.

„Odiltag et uxor ejus Wentelsuvint tradiderunt Deo & Sancto Bonifatio Bona sua in Pago Liergewe XX. villulis hoc est in Bettingen, in Sunnenbore, in Gelideshusen, in Suibbore, in Tihidhusen, in Tideshusen, in Riungi, in Getildishusen, in Stocheim, in Flotide, in Tihide, in Gledingen, in Sudergletinge, in Lammari & in Marca illarum istarum (und in deren Feldmarken).“

|    | Ortsname      | Heutiger Ortsname (Lage) | Bemerkung                                                                                        |
| -- | ------------- | ------------------------ | ------------------------------------------------------------------------------------------------ |
| 1  | Bettingen     | Beddingen(⊙)             | heute ein Stadtteil der Stadt Salzgitter                                                         |
| 2  | Sunnenbore    | Sonnenberg (⊙)           | heute ein Ortsteil der Gemeinde Vechelde im Landkreis Peine                                      |
| 3  | Gelideshusen  | Gielde (⊙)               | heute ein Ortsteil der Gemeinde Schladen-Werla im Landkreis Wolfenbüttel, möglich ist auch Gilde |
| 4  | Suibbore      | Schwülper (⊙)            | heute eine Gemeinde im Landkreis Gifhorn                                                         |
| 5  | Tihidhusen    | ----                     | wüst gefallener Ort südwestlich von Neubrück in der Gemeinde Wendeburg im Landkreis Peine        |
| 6  | Tideshusen    | Didderse (⊙)             | heute eine Gemeinde im Landkreis Gifhorn                                                         |
| 7  | Riungi        | Rüningen (⊙)             | heute ein Stadtteil der Stadt Braunschweig                                                       |
| 8  | Getildishusen | Geitelde (⊙)             | heute ein Stadtteil der Stadt Braunschweig                                                       |
| 9  | Stocheim      | Stöckheim (⊙)            | heute ein Stadtteil der Stadt Braunschweig                                                       |
| 10 | Flotide       | Flöthe (⊙)               | heute eine Gemeinde im Landkreis Wolfenbüttel                                                    |
| 11 | Tihide        | Thiede (⊙)               | heute ein Stadtteil der Stadt Salzgitter                                                         |
| 12 | Gledingen     | Klein Gleidingen (⊙)     | heute ein Ortsteil der Gemeinde Vechelde im Landkreis Peine                                      |
| 13 | Sudergletinge | Groß Gleidingen (⊙)      | heute ein Ortsteil der Gemeinde Vechelde im Landkreis Peine                                      |
| 14 | Lammari       | Lamme (⊙)                | heute ein Stadtteil der Stadt Braunschweig (Deutung umstritten)                                  |

## Weitere Entwicklung
In einer in Worms ausgestellten Urkunde des römisch-deutschen Kaisers Heinrich III. (1016–1056) vom 3. November 1053 wurden die Orte Dörnten, Döhren, Weddingen und Wehre als zugehörig erwähnt. Heinrich III. schenkte sie dem Hochstift Hildesheim, da sie dem Heiligen Römischen Reich zugefallen waren. Grund dafür wiederum war ein Urteil gegen einen Neffen des Sachsenherzogs Bernhard II. (nach 990–1059).
Weiterhin werden Beuchte, Burgdorf, Gielde, Groß Mahner, Immenrode, Klein Mahner, Lengde, Lüderode, Schladen und Werla dazugerechnet. Sitz des zuständigen Archidiakonats des Bistums Hildesheim wurde Neuenkirchen. Das Gebiet war zeitweise als Lehen von Kaiser Lothar III. (1075–1137) in der Hand der Grafen von Wohldenberg.
Die Malstätte lag unweit nördlich der Harliburg, fiel aber wüst, sodass sie nach Bocla verlegt wurde. Als Goding wurde Bocla erstmals 1254 urkundlich erwähnt. Der Standort ergab sich als Schnittpunkt der alten Route zwischen Goslar und Braunschweig mit der Route von Hildesheim über Hornburg nach Halberstadt. Die unweit der Harliburg gelegene und von Herzog Heinrich I. von Braunschweig-Lüneburg (1267–1322) angemaßte Stätte wurde als Folge des Herlingsberger Krieges von Bischof Siegfried II. von Hildesheim (vor 1279–1310) eingezogen.
Der Name änderte sich von Bocla zu Buchladen und ist heute eine Ortslage westlich von Schladen. Der zugehörige Forstort wird Heiligengraben genannt und war im 19. Jahrhundert Standort eines Preußischen optischen Telegrafen. Der Name Bocla hat sich leicht abgewandelt erhalten in dem Landschaftsschutzgebiet Boklah (⊙).